# Janet A. Sanderson
Pour les articles homonymes, voir Sanderson.
Janet A. Sanderson, née en 1955, est une diplomate américaine.

## Biographie
Janet Sanderson étudie au Collège de William et Mary avant d'obtenir un diplôme en sécurité nationale au Naval War College. Elle parle le français, l’arabe et le bengali. Elle rejoint le service diplomatique en décembre 1977 et commence sa carrière comme vice-conseillère/officier économique à l’ambassade des États-Unis à Dacca au Bangladesh. De 1980 à 1982, elle est officier de liaison de l'USAID à Tel Aviv, chargée des programmes d’assistance en Cisjordanie et à Gaza, avant d'être attachée au pétrole au Koweït de 1982 à 1984. 
À Washington de 1984 à 1986, elle est directrice exécutive pour le Koweït et les Émirats arabes unis, puis de 1986 à 1988, directrice exécutive pour la mission des États-Unis à l'Organisation de coopération et de développement économiques (OCDE). De 1989 à 1992, elle est conseillère économique à l'ambassade américaine à Amman, puis jusqu'en 1993, ministre-conseillère (rang diplomatique au-dessus d'attaché mais en dessous d'ambassadeur) au Caire. En 1997, elle retrouve la capitale jordanienne comme chef de mission adjointe où elle demeure jusqu'en 2000.
De 2000 à 2003, elle occupe le poste d'ambassadrice en Algérie, puis de 2006 à 2008, d'ambassadrice à Haïti.
De 2009 à 2011, elle est secrétaire d'État assistante adjointe aux affaires du Proche-Orient au département d'État.